# Caffarelli
Caffarelli o Caffariello, pseudonimo di Gaetano Majorano (Bitonto, 12 aprile 1710 – Napoli, 31 gennaio 1783), è stato un cantante castrato italiano del XVIII secolo.

## Biografia
Figlio di un povero agricoltore, era destinato alla professione di suo padre, ma il suo gusto appassionato per la musica gli fece trascurare le occupazioni in cui lo si voleva impiegare e lo portò a resistere ai castighi inflittigli per impedirgli di andare a sentir cantare nelle chiese. Un musicista, chiamato Caffaro, notò l'assiduità del giovane contadino alla cappella di cui era maestro e gli sentì unire con giustezza la sua voce a quella degli altri cantori: quel bambino gli ispirava infatti interesse. Volendo assicurarsi della realtà delle sue disposizioni, lo fece venire da lui, lo interrogò e gli fece cantare le scale accompagnandosi col clavicembalo. Convinto di non essersi ingannato sul giovane Majorano, si recò presso il padre di questo bambino e gli dipinse un quadro così allettante della fortuna destinata a suo figlio col talento che poteva acquisire, che il contadino si lasciò convincere e permise che il futuro virtuoso fosse inviato a Norcia, per l'operazione di castrazione. Al suo ritorno, Caffaro lo prese con lui e gli insegnò a leggere e a scrivere, gli impartì lezioni sugli elementi della musica, poi lo inviò a Napoli da Porpora, tanto grande come maestro di canto quanto come compositore. Da quel momento, il protetto di Caffaro prese, per riconoscenza, il soprannome di Caffarelli.
Il metodo di Porpora era quello dei più antichi maestri d'Italia; lento, ma sicuro e i cui risultati non sono mai in dubbio quando si applicano a begli organi:
- rendere puro il suono
- preservarlo da ogni inflessione gutturale e nasale
- svilupparlo in tutta la sua ampiezza possibile (lavoro sulle dinamiche del suono, ovvero sulla differenza fra piano e forte)
- estendere i limiti dell'organo, tanto al grave quanto all'acuto (lavoro sull'estensione vocale)
- unire i due registri che all'epoca erano definiti, registro di petto (attualmente definito voce modale e registro di testa o falsetto
- dare alla vocalizzazione facilità, agilità, fermezza e legato

dare infine, all'articolazione della parola cantata, la più grande chiarezza possibile, nelle modificazioni dei diversi accenti. L'esecuzione di queste cose è difficile, ma gli elementi sono molto semplici, non bisogna quindi meravigliarsi se, come si riporta, Porpora fece studiare il suo allievo, per cinque anni, su un singolo foglio di carta da musica sul quale aveva tracciato scale lente e veloci, trilli, mordenti, appoggiature semplici e doppie, e alcuni di questi elementi principali che entrano in combinazione gli uni con gli altri. Si dice che facendo ciò, il maestro avesse voluto abbassare l'orgoglio del suo allievo, altri hanno messo in dubbio la verità dell'aneddoto, non potendo persuadersi che si possano impiegare cinque anni ad imparare così poche cose. Fu ciononostante dopo questo lungo studio su un foglio di musica che Porpora disse al suo allievo: «Va' figlio mio, non hai più nulla da imparare, tu sei il più grande cantante del mondo!».
Nel 1724 Caffarelli debuttò al teatro Valle a Roma e apparve per la prima volta in un ruolo di donna, secondo l'uso del tempo per i giovani castrati. La bellezza della  sua voce, la perfezione del suo canto e la regolarità dei tratti del suo viso gli procurarono un successo entusiasmante. Ricercato dai principali teatri d'Italia, vi si produsse e dappertutto ricevette testimonianze d'ammirazione. Di ritorno a Roma nel 1728, cantò al teatro Argentina, durante la stagione del carnevale, il ruolo di primo uomo con un successo senza pari. Più donne di alto rango provarono per lui violente passioni che gli costarono care. Una notte, trovandosi con una dama, per via del marito geloso, fu costretto a rimanere tutta la notte sul fondo di una cisterna vuota che si trovava in giardino. Ne uscì con un catarro che lo tenne a letto quasi un mese. La donna che lo proteggeva, ben sapendo dove poteva arrivare la gelosia del suo sposo, mise Caffarelli sotto la protezione di quattro spadaccini che lo seguivano da lontano ovunque egli andasse. Quest'avventura non ebbe seguiti più pericolosi e il cantante partì da Roma nel 1730 per recarsi a Londra.
Dopo avervi passato più anni e accumulato ricchezze considerevoli, riprese la via dell'Italia; Torino, Genova, Milano, Firenze e Venezia l'accolsero con entusiasmo. 
A Napoli il suo talento provocò un vero delirio; mentre era in questa città, venne a sapere che Gizziello doveva debuttare a Roma. Non conoscendo questo cantante, di cui aveva sentito spesso elogiare i meriti, prese la posta, viaggiò tutta la notte e arrivato a Roma si recò a Teatro, avvolto nel suo mantello. Seduto in platea, l'ascoltò dapprima in silenzio, poi, trascinato dal piacere che provava gridò: «Bravo! Bravissimo Gizziello, è Caffarelli che te lo dice!». 
Poi ritornò a Napoli con la stessa precipitazione. Quando vi arrivò, si fecero moltissime congetture sulla sua scomparsa e non ebbe che il tempo di vestirsi per cantare in un'opera seria.
Il 25 ottobre 1734 è Farnaspe nella prima assoluta di Adriano in Siria di Giovanni Battista Pergolesi al Teatro San Bartolomeo di Napoli.
Al King's Theatre di Londra nel 1738 è il protagonista nelle prime assolute di Faramondo diretto dal compositore con Élisabeth Duparc, Antonio Montagnana, Maria Antonia Marchesini, Margherita Chimenti ed Antonia Merighi, di Alessandro Severo diretto dal compositore con la Duparc, la Chimenti, la Merighi, la Marchesini e Montagnana ed in aprile di Serse diretto dal compositore con la Duparc, la Chimenti, la Merighi, la Marchesini e Montagnana.
Nel dicembre successivo è Serse nella prima assoluta di Temistocle di Giovanni Alberto Ristori con Vittoria Tesi al Teatro San Carlo di Napoli dove nel 1739 è Mitrane nella prima assoluta di Demetrio di Leonardo Leo con Angelo Amorevoli e Sibari in Semiramide riconosciuta di Nicola Porpora con la Tesi.
A Londra nel 1739 è Abner nella prima assoluta di Saul diretto dal compositore con Gustavus Waltz, Cecilia Young, la Duparc, John Beard, la Marchesini ed Anna Maria Strada del Pò.
A Napoli al San Carlo nel 1740 con la Strada del Po' è Siroe nella prima assoluta di Siroe, re di Persia di Davide Perez ed il protagonista nella prima assoluta di Tiridate di Porpora, nel 1741 Admeto nella prima assoluta di Olimpia nell'isola di Ebuda di Gaetano Latilla diretto dal compositore, il protagonista in Ezio di Domenico Sarro con Giovanna Astrua e Timante nella prima assoluta di Demofoonte di Leo con la Astrua, nel 1742 con la Astrua, Cambise in Ciro riconosciuto di Leo, Oreste nella prima assoluta di Andromaca di Leo e Rodope in Issipile di Johann Adolf Hasse, nel 1743 con la Astrua, Claudio in Alessandro Severo di Sarro, Megabise in Artaserse e Licida in L'Olimpiade di Leo, nel 1744 con la Astrua, Enea in Didone abbandonata di Hasse, Mirteo nella prima assoluta di Semiramide riconosciuta di Hasse ed Alessandro in Antigono di Hasse, nel 1745 il protagonista nella prima assoluta di Achille in Sciro di Gennaro Manna con la Astrua e Berenice nella prima assoluta di Lucio Vero di Manna con Annibale Pio Fabri, nel 1746 con la Astrua e Fabri Quinto Fabio in Lucio Papirio di Hasse e Volusio in Cajo Fabricio di Hasse, nel 1747 Teseo nella prima assoluta di Arianna e Teseo di Giuseppe de Majo con la Astrua, Siroe in Siroe, re di Persia di Hasse con la Tesi e Gioacchino Conti, Antigone nella prima assoluta di Il sogno d'Olimpia di de Majo con la Tesi e Conti al Palazzo Reale di Napoli e poi al San Carlo e Farnaspe nella prima assoluta di Adriano in Siria di Latilla con la Tesi e nel 1748 con la Tesi e Conti Anassimandro nella prima assoluta di Merope di Gioacchino Cocchi e Libanio nella prima assoluta di Siface re di Numidia di Cocchi.
Nel 1740 tornò a Venezia dove ebbe ottocento zecchini antichi d'ingaggio e settecento zecchini per tre mesi, somma considerevole per il tempo e che nessun cantante prima di lui aveva ottenuto. 
Dopo questa stagione Caffarelli sembrò aver rinunciato al teatro, ma ripartì per Torino nel 1746, poi andò a Firenze e Milano. Maria Giuseppina di Sassonia, delfina di Francia, la quale amava la musica, lo fece venire a Parigi nel 1750. 
Vi cantò in più concerti spirituali, suscitando insieme meraviglia e ammirazione. Luigi XV incaricò uno dei suoi primi gentiluomini di fargli un dono. Rientrato in Italia per non allontanarsene più e avendo acquisito grandi ricchezze, comprò il ducato di Santo Donato, di cui prese il titolo e che lasciò dopo la sua morte a suo nipote, con una rendita di 14 000 ducati. 
Fu tra i maestri dell'andriese Farinelli. 

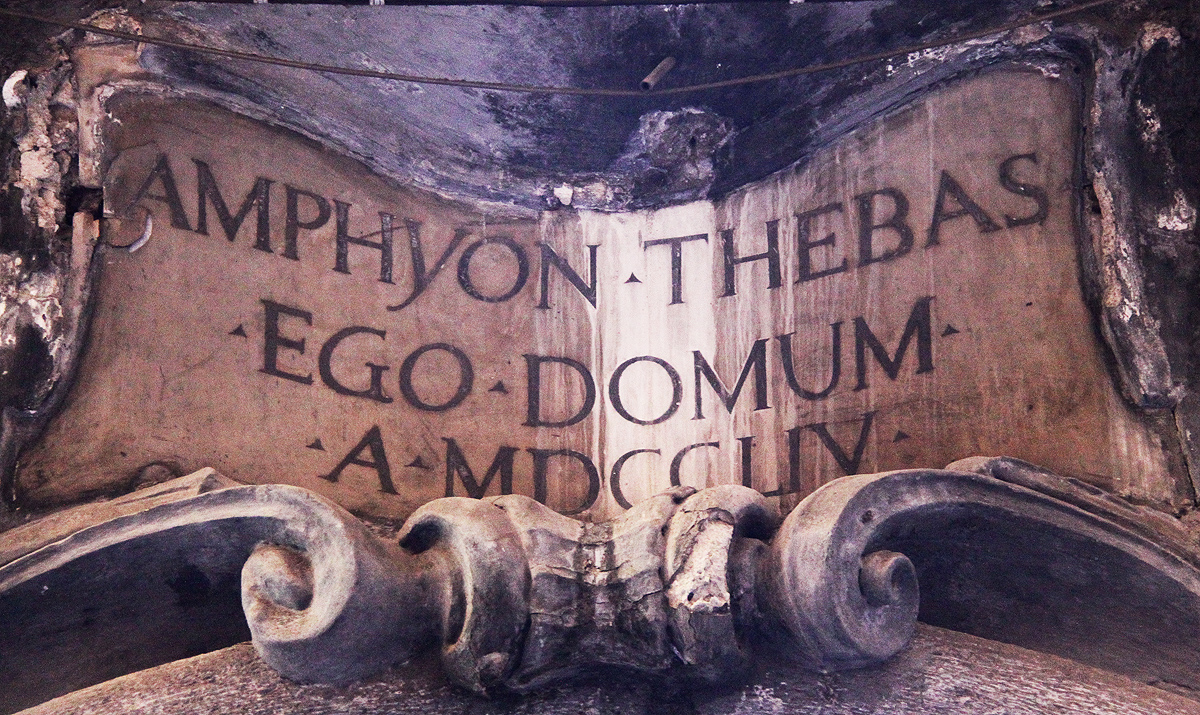
Palazzo Majorana, iscrizione sul portale

Poco prima della sua dipartita, fece costruire un palazzo (palazzo Majorana) sul quale appose un'orgogliosa iscrizione:
Inoltre, si narra che un buontempone, in riferimento al fatto che il Caffarelli fosse castrato, scrisse al di sotto dell'incisione:
Caffarelli morì a Santo Donato, il 30 novembre 1783 o, secondo altri, il primo febbraio dello stesso anno.
Fu sepolto a Napoli nella chiesa dei Cappuccini di S. Eframo.

## Considerazioni sull'artista
La sua voce non poteva essere paragonata a nessun'altra, esclusa quella del solo Farinelli (che poi divenne il più celebre castrato di tutti i tempi), tanto per l'estensione che per la forza unita alla dolcezza dei suoni. Egualmente notevole nel canto lento e nei passaggi d'agilità, eseguiva con perfezione prima sconosciuta trilli e scale cromatiche, sembra anzi essere stato il primo ad introdurle nello stile di canto dell'opera. Suonava bene il clavicembalo, leggeva ogni tipo di musica a prima vista e sovente improvvisava. 
Tuttavia, Caffarelli era anche molto capriccioso, arrogante, egocentrico e dispotico verso i colleghi, che di solito ostacolava con ogni mezzo; secondo il musicologo P. Barbier (Gli evirati cantori, 1989) Caffarelli esigeva di essere a lungo corteggiato da compositori e impresari prima di accettare futuri ingaggi (e Gluck, che non lo fece, lo indispettì a lungo); a volte, persino durante la rappresentazione di un'opera, derideva il collega che stava in quel momento cantando, facendogli l'eco, andando a parlottare con persone dietro le quinte o nei palchi, rumoreggiando, starnutendo e suscitando l'ilarità del pubblico. Capitarono zuffe e liti sul palco, e una volta persino a una messa cantata, in cui Caffarelli picchiò e buttò fuori un giovane castrato.  
Barbier sottolinea come furono probabilmente gli eccessi capricciosi di Caffarelli a stancare ed allontanare il pubblico italiano dalle figure dei castrati come divi assoluti della musica e della buona società, ruolo che avevano avuto dalla prima metà del '600 ad allora; già ai tempi di Farinelli (pochi anni dopo), le cantanti femmine avevano in gran parte soppiantato i castrati, perlomeno nelle parti operistiche e teatrali, se non in quelle religiose, e all'inizio del XIX secolo il numero di questi ultimi era di molto diminuito, così come il numero dei conservatori napoletani che li allevavano.

## Riferimenti culturali
- È nominato dall'anziano Don Bartolo nel secondo atto del Barbiere di Siviglia di Rossini quale esempio della maestria dei cantanti del suo tempo.

- Caffarelli è uno dei pochi personaggi realmente esistiti che compaiono nel romanzo di Anne Rice Un grido fino al cielo, ambientato nel mondo dell'opera italiana del XVIII secolo.